# Dramme
Die Dramme ist ein  linker bzw. westlicher Nebenfluss der Leine im Landkreis Göttingen im Süden des deutschen Bundeslands Niedersachsen. 

## Name
Dem Namen liegt die indogermanische Wurzel *dhren- mit der Bedeutung 'murren, brummen, dröhnen' zugrunde. Der Fluss wurde daher nach einem brummenden Geräusch benannt.

## Verlauf

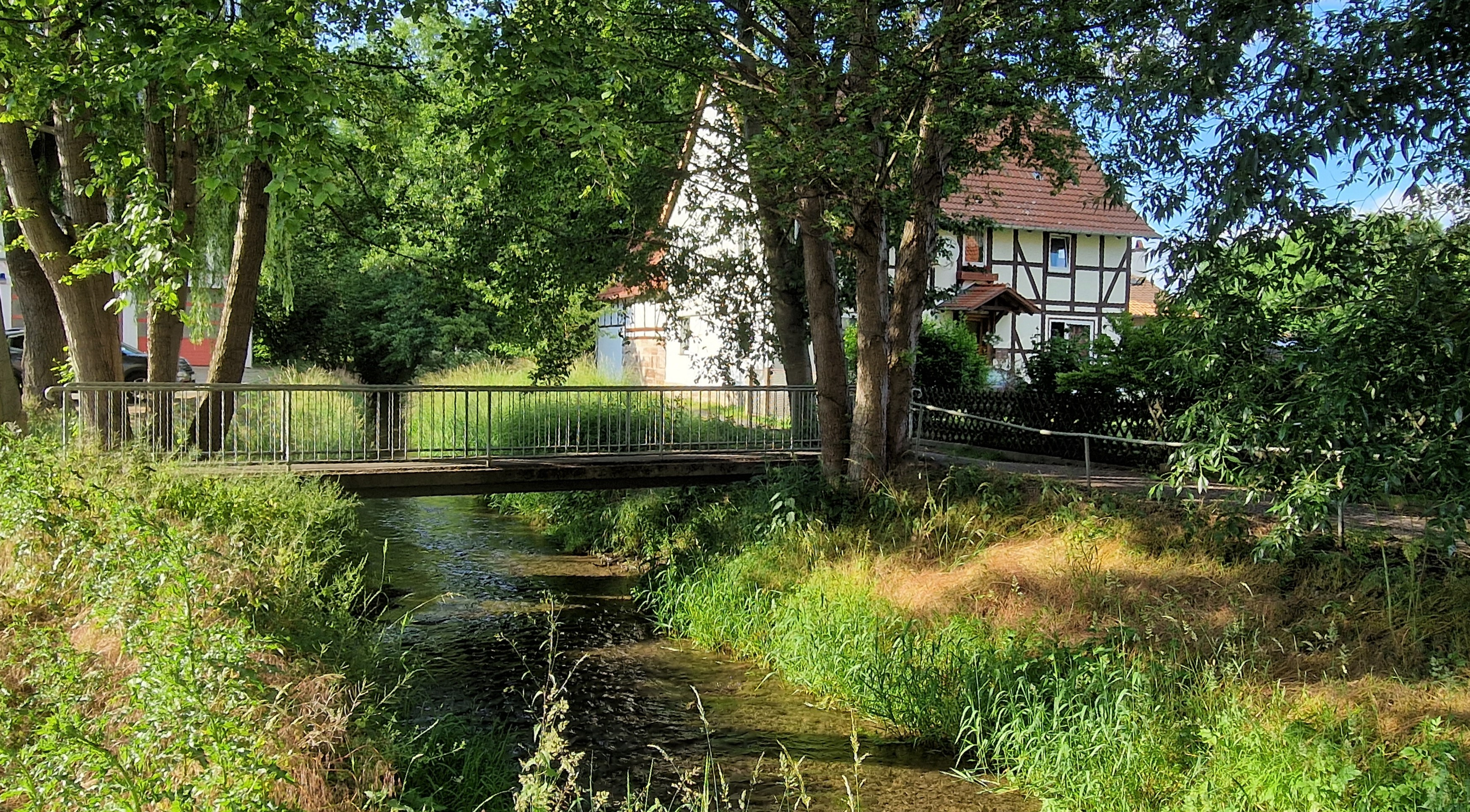
Die Dramme in Obernjesa

Die Dramme entspringt bei Meensen (Gemeinde Scheden) unterhalb des Steinberges (ca. 430 m), auf dem sich die Hausmülldeponie der Stadt Göttingen befindet. Der in östlicher Richtung verlaufende Bach unterquert nördlich des Rauhebergtunnels die Schnellfahrstrecke Hannover–Würzburg, verläuft an Barlissen (Gemeinde Jühnde) vorbei und unterquert danach die Bundesautobahnen 7 und 38. Zwischen den Autobahnabschnitten passiert die Dramme das Klostergut Mariengarten. Danach verläuft die Dramme auf dem Gebiet der Gemeinde Rosdorf. Im Leinegraben durchfließt er Obernjesa, unterquert die Bahnstrecke Frankfurt–Göttingen und mündet etwa einen Kilometer nordnordöstlich davon in die Leine. 
Das Autobahndreieck wurde nach dem Bach als „Autobahndreieck Drammetal“ benannt, auch der nordöstlich folgende Ort Dramfeld (Einheitsgemeinde Rosdorf) und der Drammberg (ca. 280 m) sind danach benannt.

## Zuflüsse
Folgende kleine Bäche fließen der Dramme zu:
- namenloser Bachlauf (L) von Jühnde kommend
- namenloser Bachlauf (R) mündet bei Barlissen
- Lindenbach (R)
- Häger Graben (L)
- Beeke (L)